# Juan Rivero Arias
Juan Rivero Arias (Callao, 8 de octubre de 1950-14 de diciembre de 2023) fue un futbolista peruano que se desempeñaba como centrodelantero. Era hijo de Juan Rivero Villar, futbolista de los años 20 y 40 en clubes del Callao.

## Trayectoria
Jugó en diversos equipos del Perú, incluidos Sport Boys, Alianza Lima, Coronel Bolognesi y el Atlético Grau. También jugó en Bolivia y Venezuela.

## Selección nacional
Ha sido internacional con la Selección de fútbol de Perú en 7 encuentros entre 1971 y 1975, sin lograr convertir goles. Fue parte del plantel que ganó la Copa del Pacífico 1971, torneo amistoso disputado entre los países de Perú y Chile.

## Clubes
| Club                   | País      | Año       |
| ---------------------- | --------- | --------- |
| Sport Boys Association | Perú      | 1967-1970 |
| Club Alianza Lima      | Perú      | 1971-1976 |
| Alfonso Ugarte         | Perú      | 1978      |
| Valencia               | Venezuela | 1979      |
| Sport Boys Association | Perú      | 1979      |
| Alfonso Ugarte         | Perú      | 1980-1981 |
| San José               | Bolivia   | 1982      |
| Coronel Bolognesi      | Perú      | 1982      |
| CNI                    | Perú      | 1983      |
| Diablos Rojos          | Perú      | 1984      |
| CNI                    | Perú      | 1985      |
| Defensor ANDA          | Perú      | 1986      |
| Club Atlético Grau     | Perú      | 1989      |

## Estadísticas
Datos actualizados al fin de la carrera deportiva.
| Sport Boys · Perú |               |               |     |     |   |   |    |     |      |      |      |
| 1.ª |               |               |     |     |   |   |    |     |      |      |      |
| 1967 | 5             | 1             | -   | -   | - | - | 5  | 1   | 0,20 |      |      |
| 1968 | 9             | 2             | -   | -   | - | - | 9  | 2   | 0,35 |      |      |
| 1969 | 24            | 11            | -   | -   | - | - | 24 | 11  | 0,53 |      |      |
| 1970 | 27            | 13            | -   | -   | - | - | 27 | 13  | 0,53 |      |      |
| Total club | Total club    | 49            | 21  | 0   | 0 | 0 | 0  | 49  | 21   | 0,43 |      |
| Alianza Lima · Perú |               |               |     |     |   |   |    |     |      |      |      |
| 1.ª |               |               |     |     |   |   |    |     |      |      |      |
| 1971 | 16            | 3             | 2   | 0   | - | - | 18 | 3   | 0,39 |      |      |
| 1972 | 24            | 15            | -   | -   | 4 | 2 | 28 | 17  | 0,78 |      |      |
| 1973 | 30            | 16            | -   | -   | - | - | 30 | 16  | 0,40 |      |      |
| 1974 | 27            | 20            | -   | -   | - | - | 27 | 20  | 0,74 |      |      |
| 1975 | 30            | 17            | -   | -   | - | - | 30 | 17  | 0,56 |      |      |
| 1976 | 13            | 2             | -   | -   | 2 | 0 | 15 | 2   | 0,13 |      |      |
| 1977 | 1             | 0             | -   | -   | - | - | 1  | 0   | 0,00 |      |      |
| Total club | Total club    | 141           | 75  | 2   | 0 | 6 | 2  | 149 | 77   | 0,52 |      |
| Alfonso Ugarte · Perú |               |               |     |     |   |   |    |     |      |      |      |
| 1.ª | 1978          | 12            | 3   | -   | - | - | -  | 12  | 3    | 0,25 |      |
| Total club | Total club    | 12            | 3   | 0   | 0 | 0 | 0  | 12  | 3    | 0,25 |      |
| Sport Boys · Perú |               |               |     |     |   |   |    |     |      |      |      |
| 1.ª | 1979          | 4             | 0   | -   | - | - | -  | 4   | 0    | 0,00 |      |
| Total club | Total club    | 4             | 0   | 0   | 0 | 0 | 0  | 4   | 0    | 0,00 |      |
| Alfonso Ugarte · Perú |               |               |     |     |   |   |    |     |      |      |      |
| 1.ª | 1980          | 32            | 11  | -   | - | - | -  | 32  | 11   | 0,34 |      |
| 1.ª | 1981          | 30            | 5   | -   | - | - | -  | 30  | 5    | 0,17 |      |
| Total club | Total club    | 62            | 16  | 0   | 0 | 0 | 0  | 62  | 16   | 0,26 |      |
| Coronel Bolognesi · Perú |               |               |     |     |   |   |    |     |      |      |      |
| 1.ª | 1982          | 8             | 1   | -   | - | - | -  | 8   | 1    | 0,12 |      |
| Total club | Total club    | 8             | 1   | 0   | 0 | 0 | 0  | 8   | 1    | 0,12 |      |
| Alfonso Ugarte · Perú |               |               |     |     |   |   |    |     |      |      |      |
| 1.ª | 1983          | 19            | 6   | -   | - | - | -  | 19  | 6    | 0,34 |      |
| 1.ª | 1985          | 11            | 1   | -   | - | - | -  | 11  | 1    | 0,17 |      |
| Total club | Total club    | 30            | 7   | 0   | 0 | 0 | 0  | 30  | 7    | 0,26 |      |
| Diablos Rojos · Perú |               |               |     |     |   |   |    |     |      |      |      |
| 1.ª | 1984          | 23            | 5   | -   | - | - | -  | 23  | 5    | 0,12 |      |
| Total club | Total club    | 23            | 5   | 0   | 0 | 0 | 0  | 23  | 5    | 0,12 |      |
| Total carrera | Total carrera | Total carrera | 276 | 116 | 2 | 0 | 6  | 2   | 337  | 130  | 0,42 |
| (1) Incluye datos de la Copa Fernando Maguill (1971). (2) Incluye datos de la Copa Libertadores (1972 y 1976). (3) No incluye goles en partidos amistosos. |               |               |     |     |   |   |    |     |      |      |      |

## Palmarés

### Campeonatos nacionales
| Título                    | Club         | País | Año  |
| ------------------------- | ------------ | ---- | ---- |
| Primera División del Perú | Alianza Lima | Perú | 1975 |

### Campeonatos internacionales amistosos
| Título            | Club              | País | Año  |
| ----------------- | ----------------- | ---- | ---- |
| Copa del Pacífico | Selección Peruana | Perú | 1971 |